# Pulse (Toni Braxton-album)
A Pulse Toni Braxton amerikai énekesnő hetedik stúdióalbuma. 2010. május 4-én jelent meg az Atlantic Recordsnál. Ez Braxton első albuma a kiadónál. A felvételek 2008 szeptembere és 2010 márciusa közt zajlottak, több producer, köztük David Foster, Harvey Mason, Jr., Frank E, Oak, Lucas Secon és Dapo Torimiro közreműködésével. Az album az amerikai Billboard 200 slágerlista kilencedik helyén nyitott, az első héten 54 000 példányban kelt el. Ez az énekesnő ötödik top 10 albuma az Egyesült Államokban. Kislemezei mérsékelt sikert arattak. A kritikusok nagy része kedvezően fogadta az albumot.

## Háttere
2009 októberében az Atlantic Records elnöke, Craig Kallaman bejelentette, hogy szerződést kötöttek Braxtonnal. „Tavaly az a ritka lehetőségünk adódott, hogy újabb R&B-bálványt üdvözölhettünk az Atlantic családjában. Számomra ilyen lehetőség egyszer adódik az életben. Toni Braxton nem csak az a történelem egyik legjobb hangú énekesnője, hanem karizmatikus szupersztár is, aki hihetetlen sok mindent elért már.”
Az album 2008 szeptemberétől 2010 márciusáig készült, producerei közt található többek közt David Foster, Harvey Mason, Jr., Frank E, Oak, Lucas Secon és Dapo Torimiro. A Rap-Up magazin már 2009 októberében bejelentette, hogy dolgozik az albumon Lucas Secon, Harvey Mason Jr., Warren „Oak” Felder és Troy Taylor és közreműködik rajta Robin Thicke, Trey Songz, Usher, Claude Kelly, Frank E, Steve Mac, Dapo Torimiro és David Foster. Ne-Yo énekes-dalszerző is dolgozott dalokon az albumhoz.

## Zene
Braxton a Digital Spynak adott interjújában bejelentette, hogy körülbelül harminc dalt vett fel az albumhoz, és szívesen dolgozna együtt Alicia Keysszel. Azt is elmondta, miért késik az album megjelenése. „Februárban akartuk megjelentetni, de visszatartottuk, mert a kiválasztott tíz dalból hét kiszivárgott. Úgy döntöttünk, visszamegyünk a stúdióba, felveszünk még négy-öt dalt és abból választunk. Most már mindent Federal Express-szel küldünk egymásnak, nem az interneten, így semmi nem szivárgott ki az új dalokból.” A Woman című dal feldolgozás, eredetileg Delta Goodrem 2007-ben megjelent, Delta című albumán szerepel.
A tervezett vendégelőadós felvételekből egy sem került fel végül az albumra, de az iTunes-nál megvásárolható kiadáson több is szerepel bónuszdalként, köztük a Yesterday remixe Trey Songzzal, a The Wave, melyet Jesse McCartney és Makeba Riddick írt, a Stay, a Rewind és a Yesterday (Cutmore Radio Remix), valamint a Caught (Don’t Take Your Hat Off), Mo'Nique vendégszereplésével, aki drámai monológgal jelenik meg a dal közepén.
A Don’t Leave című dal producere Robin Thicke R&B-énekes volt, de ez sem került fel az albumra, ahogy az Usherrel rögzített duett sem. Braxton állítólag Rodney „Darkchild” Jerkinsszel is dolgozott egy dalon, ami a Rap-Up feltételezése szerint a Get Loose című, de ez sem került fel az albumra. Sean Paul reggae-énekes is énekelt fel szöveget a Lookin’ at Me egy remixéhez, de nem tudni, mi lesz a remixszel, mert az albumon nem szerepel.

## Megjelentetése
Az albumot eredetileg 2009-ben tervezték megjelentetni, majd 2010. február 2-án, végül május 4-én jelent meg. Braxton elmondta a Rap-Up magazinnak, hogy azért halasztották el a megjelenést, mert az album tíz dalából hét kiszivárgott az internetre, ezért újakat akart felvenni. A hivatalos borítót március 9-én mutatták be. Az album megjelenése előtti napokban az Amazon.com weboldalon minden nap más dalt lehetett meghallgatni az albumról. Braxton április 27-én előadta a Make My Heartot a The Ellen Showban és a The Wendy Williams Showban, és interjút is adott a Good Day L.A. műsorban. Május 3-án a Hands Tiedot és a Breathe Againt adta elő a The Mo'Nique Showban. A Hands Tiedot május 4-én is előadta, a The Today Showban az Un-Break My Hearttal együtt.

## Fogadtatása
Az album megjelenésekor nagyrészt pozitív kritikákat kapott, a Metacritic adatai szerint 71%-ban. Az AllMusic munkatársa, Andy Kellman 5 csillagból 4-et adott neki, és dicsérte a témaválasztást. „Egy pillanatra sem veszít meggyőzőségéből, ami lenyűgöző, tekintve, hogy a romantikus kapcsolat több fázisát is feldolgozza.” Steve Jones a USA Todaytől 3 csillagot adott 4-ből és kijelentette, hogy Braxton újra formában van. Ken Capobianco a The Boston Globe-tól pozitívan értékelte az albumot: „Braxton és szupersztár producerei és dalszerzői a hagyományos R&B-balladákat keverik a modern dance-poppal, de mindig az a gyönyörű hang áll a középpontban.”
Mikael Wood a Los Angeles Timestól 2 csillagot adott rá 4-ből, és úgy vélte, az album Braxton „kísérlete arra, hogy lépést tartson” a többi R&B-előadóval, „az anyag nem nagyon tudja elrejteni, milyen kétségbeesetten vágyik egy slágerre.” Natalie Shaw a BBC Online-tól hasonlóan érzett: az albumon szerinte rosszul sül el, hogy „a lassú számok közé a fiatalokat megcélzó gyorsakat kevertek”. Mark Edward Nero az About.comtól 5 csillagból 3-at adott az albumnak, és kijelentette: Braxton „nem fedez fel új utakat, nem vállalkomolyabb kockázatot és az albumon nem igazán vannak olyan dalok, amelyeket muszáj lenne meghallgatni”, de ajánlotta az albumot azoknak, akik szeretik az énekesnő korábbi műveit és elismeri, hogy Braxton „még mindig erőteljesen és szenvedélyesen énekel”. Sarah Godfrey a The Washington Posttól dicsérte az album gyors számait, és tetszett neki Braxton „bevált módszere a perzselően forró táncdalokkal, a lágyabb balladákkal és az Un-Break My Heartra emlékeztető könnyfacsaró dalokkal, anélkül, hogy túlzásba vinné”.
Az album az amerikai Billboard 200 slágerlista 9. helyén nyitott, az első héten 54 000 példányban kelt el. Ez Braxton ötödik top 10 albuma. A Billboard R&B/Hip-Hop Albums slágerlistájának első helyén nyitott. A kanadai albumslágerlista 72. helyén nyitott, az Egyesült Királyságban pedig a Top 40 Albums listán a 28. helyen, az R&B-albumok listáján a 7. helyen. A megjelenése utáni második héten 16 588 példány kelt el belőle az USA-ban.

## Számlista
| #                          | Cím                                                          | Szerző                                                                                | Producer                | Hossz |
| -------------------------- | ------------------------------------------------------------ | ------------------------------------------------------------------------------------- | ----------------------- | ----- |
| 1.                         | Yesterday                                                    | Justin Franks, Jerome Armstrong, Michael White, Terrance Battle, Toni Braxton         | DJ Frank E              | 3:48  |
| 2.                         | Make My Heart                                                | Lucas Secon, Makeba Riddick, Joseph Wayne Freeman, Aubreya Gravatt, Theodore Life Jr. | Lucas Secon             | 3:27  |
| 3.                         | Hands Tied                                                   | Harvey Mason Jr., Warren Felder, Heather Bright                                       | Oak                     | 3:53  |
| 4.                         | Woman                                                        | Steve Mac, Wayne Hector                                                               | Steve Mac, David Foster | 3:51  |
| 5.                         | If I Have to Wait                                            | Michael Busbee, Jud Friedman, Allan Rich                                              | Michael Busbee          | 3:56  |
| 6.                         | Lookin’ at Me                                                | Lucas Secon, Makeba Riddick                                                           | Lucas Secon             | 3:20  |
| 7.                         | Wardrobe                                                     | Dernst Emile, Taurian Shropshire, Mason                                               | D’Mile                  | 3:31  |
| 8.                         | Hero                                                         | Mason, Kara DioGuardi, Kasia Livingston, James Fauntleroy II, Steve Russell           | Harvey Mason Jr.        | 4:32  |
| 9.                         | No Way                                                       | Michael Warren                                                                        | Michael Warren          | 3:31  |
| 10.                        | Pulse                                                        | Charles Harmon, Christopher Jackson                                                   | Chuck Harmony           | 3:47  |
| 11.                        | Why Won’t You Love Me                                        | Braxton, Mason                                                                        | Harvey Mason, Jr.       | 4:42  |
| USA CD bónusztartalom      |                                                              |                                                                                       |                         |       |
| 15.                        | (DVD-tartalom) Pulse Interview & Behind the Scenes           |                                                                                       |                         |       |
| USA Target bónusztartalom  |                                                              |                                                                                       |                         |       |
| 12.                        | The Wave                                                     |                                                                                       |                         |       |
| 13.                        | Yesterday (Cutmore Remix Radio Edit)                         |                                                                                       |                         |       |
| 14.                        | FanBase – Kulcs internetes bónusztartalomhoz                 |                                                                                       |                         |       |
| 15.                        | (DVD-tartalom) Pulse Interview & Behind the Scenes           |                                                                                       |                         |       |
| USA WalMart bónusztartalom |                                                              |                                                                                       |                         |       |
| 1.                         | FanBase – Kulcs internetes bónusztartalomhoz                 |                                                                                       |                         |       |
| 2.                         | (DVD-tartalom) Pulse Walmart Soundcheck Interview            |                                                                                       |                         |       |
| 3.                         | (DVD-tartalom) Yesterday (Live at Walmart Souncheck)         |                                                                                       |                         |       |
| 4.                         | (DVD-tartalom) Breathe Again (Live at Walmart Souncheck)     |                                                                                       |                         |       |
| 5.                         | (DVD-tartalom) If I Had to Wait (Live at Walmart Souncheck)  |                                                                                       |                         |       |
| 6.                         | (DVD-tartalom) Make My Heart (Live at Walmart Souncheck)     |                                                                                       |                         |       |
| 7.                         | (DVD-tartalom) Un-Break My Heart (Live at Walmart Souncheck) |                                                                                       |                         |       |
| USA iTunes bónusztartalom  |                                                              |                                                                                       |                         |       |
| 12.                        | Yesterday (feat. Trey Songz)                                 |                                                                                       |                         |       |
| 13.                        | Stay                                                         |                                                                                       |                         |       |
| 14.                        | Rewind                                                       |                                                                                       |                         |       |
| 15.                        | The Wave                                                     |                                                                                       |                         |       |
| 16.                        | Caught (Don’t Take Your Hat Off) (feat. Mo’Nique)            |                                                                                       |                         |       |
| Japán bónusztartalom       |                                                              |                                                                                       |                         |       |
| 12.                        | Yesterday (feat. Trey Songz)                                 |                                                                                       |                         |       |
| 13.                        | Rewind                                                       |                                                                                       |                         |       |

## Kislemezek
Az első kislemez, a Yesterday letöltésként jelent meg, 2009. november 20-án. Az Egyesült Államokban a Trey Songzzal együtt felvett változat, világszerte a szólóváltozat jelent meg az album első kislemezeként. Az amerikai Hot R&B/Hip-Hop Songs slágerlistán a 12. helyig jutott. Ezután bejelentették, hogy 2010 márciusában videóklip készül a két következő kislemezhez, a Make My Heart és a Hands Tied címűekhez, mindkettőt Bille Woodruff rendezi,aki korábban az Un-Break My Heart és a He Wasn’t Man Enough klipjét is rendezte. A Make My Heart klipjét április 13-án mutatták be, a Hands Tiedét április 14-én. Készült videóklip a Woman című dalhoz is, ezt a Yahoo Music mutatta be június 28-án. A klip koncertfelvétel.
- Yesterday (2009. november 20.)
- Make My Heart (2010. február 9.)[43]
- Hands Tied (2010. február 9.)[44]

## Helyezések
| Slágerlista (2010)                | Legmagasabb helyezés |
| --------------------------------- | -------------------- |
| Ausztrál Urban Albums slágerlista | 22                   |
| Brit albumslágerlista             | 28                   |
| Brit R&B albumslágerlista         | 7                    |
| Dél-afrikai albumslágerlista      | 12                   |
| Európai Top 100 albumslágerlista  | 31                   |
| Görög albumslágerlista            | 14                   |
| Holland albumslágerlista          | 83                   |
| Kanadai albumslágerlista          | 72                   |
| Német albumslágerlista            | 18                   |
| Osztrák albumslágerlista          | 32                   |
| Svájci albumslágerlista           | 9                    |
| USA Billboard 200                 | 9                    |
| USA Top R&B/Hip-Hop Albums        | 1                    |

## Megjelenési dátumok
| Régió              | Dátum           | Kiadó                 | Katalógusszám |
| ------------------ | --------------- | --------------------- | ------------- |
| Egyesült Államok   | 2010. május 4.  | Atlantic Records      | 075678959301  |
| Kanada             | 2010. május 4.  | Atlantic Records      |               |
| Németország        | 2010. május 7.  | Warner Music          |               |
| Lengyelország      | 2010. május 7.  | Warner Music          | 7567893027    |
| Ausztrália         | 2010. május 8.  | Warner Music          |               |
| Hollandia          | 2010. május 8.  | Warner Music          |               |
| Egyesült Királyság | May 10, 2010    | Atlantic Records (UK) | 756789302     |
| Világszerte        | May 10, 2010    | Warner Music          |               |
| Dél-Korea          | May 10, 2010    | Warner Music          | WKPD-0155     |
| Mexikó             | 2010. május 18. | Warner Music          | 75678930270   |
| Japán              | 2010. május 26. | Warner Music          | WPCR-13837    |
| Brazília           | 2010. május 27. | Warner Music          | 75678930270   |